# Takuya Suzumura
Takuya Suzumura (鈴村 拓也 Suzumura Takuya?), född 13 september 1978, är en japansk tidigare fotbollsspelare.
I november 2004 blev han uttagen i Japans herrlandslag i futsal till Världsmästerskapet i futsal 2004.